# Roeselia leucospila
Roeselia leucospila är en fjärilsart som beskrevs av Turner 1899. Roeselia leucospila ingår i släktet Roeselia och familjen trågspinnare. Inga underarter finns listade.